# 新横須賀駅
新横須賀駅（しんよこすかえき）は、静岡県小笠郡大須賀町（現・掛川市）横須賀に存在した静岡鉄道駿遠線の駅である。

## 当時の様子
大須賀町の中心にあたる横須賀の市街地に位置しており、駿遠線の主要駅であった。
駅舎のある北側は、横須賀の街並が広がっていたのに対し、南側は田畑が広がっていた。
駅の本屋は寄棟のナローとしてはかなり大きな感じのする建物で、島式ホームのすそには上下場内共用のトンボ式信号機が立っていた。旧藤相鉄道区間との接続区間廃止（1964年）以後はここと新三俣区間は朝夕を除いて列車が運行されていなくなっていた。

## 歴史
- 1914年（大正3年）1月12日 中遠鉄道として新袋井 - 当駅間（10.3km）が開業。開業当時は終着駅であった。
- 1925年（大正14年）4月7日 当駅 - 南大坂間（6.0km）の開業により、途中駅となる。
- 1943年（昭和18年）5月15日 戦時統合により、静岡鉄道中遠線の駅となる。
- 1948年（昭和23年）9月8日 - 地頭方 - 池新田間（7.1km）の開業により静岡鉄道駿遠線の駅となる。
- 1967年（昭和42年）8月28日 新袋井 - 新三俣間の廃止により廃駅。

## 現在の様子
駅廃止後は、1980年頃にショッピングセンターが建てられたが、1990年代後半に入ってからは建物はそのままに、次々とテナントが変わっていった。
現在はココカラファイン掛川横須賀店になっている。
駅前の旅館は現在も営業している。
駅跡のすぐそばに秋葉バスサービス秋葉中遠線の新横須賀バス停がある。
尚、廃止まで使用された駅名標と案内板は、掛川市大須賀歴史民俗資料館にて所蔵されている。

## 駅周辺
- 静岡県立横須賀高等学校
- 三熊野神社（遠州横須賀三熊野神社大祭）

## 隣の駅
静岡鉄道駿遠線
河原町駅 - 新横須賀駅 - 七軒町駅